# Michael Petry

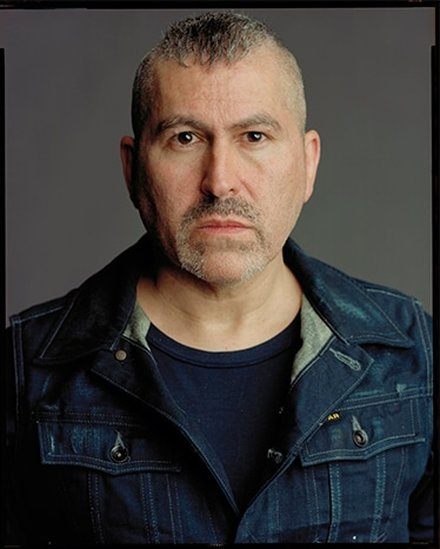
Michael Petry

Michael Petry (* 1960 in El Paso, Texas) ist ein US-amerikanischer Installationskünstler, Museumsdirektor und Autor.

## Leben
Petry erhielt seinen B.A.-Abschluss an der Rice University in Houston und ging 1981 nach Großbritannien. Dort erlangte er den Abschluss an der London Guildhall University und promovierte im Fach Kunst an der Middlesex University in London.
Petry ist Direktor des Museum of Contemporary Art London (MOCA London) und Mitbegründer des Londoner Museum of Installation.

## Ehrungen und Auszeichnungen
- 2010: Artist in Residence am Sir John Soane’s Museum, London

## Ausstellungen
- 2011: Glasstress II. 54. Biennale di Venezia, Venedig.
- 2012: Michael Petry: The Touch of the Oracle. Palm Springs Art Museum, Palm Springs, Kalifornien, USA.

## Veröffentlichungen
- Nicolas de Oliveira, Nicolas Oxley, Michael Petry: Installation Art in the New Millennium. Thomas & Hudson, London / New York City 2003, ISBN 0-500-28451-2.
- The Art of Not Making: The new Artist/Artisan Relationship. Thomas & Hudson, London/New York City 2011, ISBN 978-0-500-23882-0.

## Werke in Museumsbesitz
z. B. im
- Museum of Arts and Design, New York City, USA
- Museum of Fine Arts, Houston, USA
- Toledo Museum of Art, Toledo, USA
- British Museum, London
- The New Art Gallery Walsall, Walsall, England
- Kunst- und Ausstellungshalle der Bundesrepublik Deutschland, Bonn
- Leopold-Hoesch-Museum, Düren